# Барроус, Монтэгю Брокас
Мо́нтэгю Бро́кас Ба́рроус (Montagu Brocas Burrows; 31 октября 1894 года, Рейгейт, Суррей, Великобритания — 17 января 1967 года, Лондон, Великобритания) — британский генерал-лейтенант. Участник Первой и Второй мировых войн.

## Военная карьера
- В 1918—1919 годах служил на Севере России во время союзнической интервенции.
- В 1920—1922 годах адъютант курса подготовки офицеров в Оксфордском университете.
- В 1922—1925 годах инструктор в королевском военном колледже.
- В 1928—1930 — майор пехотной бригады в Индии.
- В 1930—1933 — командир 1-й кавалерийской бригады в Олдершоте.
- В 1935—1938 в Генеральном штабе.
- В 1938—1940 годах военный атташе в Италии, Венгрии и Албании.
- Участник Второй мировой войны. Командовал 9-й танковой дивизией с декабря 1940 по март 1942. Командовал 11-й танковой дивизией с октября 1942 по декабрь 1943.
- В 1944 возглавлял британскую военную миссию в Москве. 14 октября 1944 года участвовал в совещании в Кремле, на котором присутствовали Сталин, Молотов, генерал Антонов, Гарриман, американский генерал Дин, Черчилль, Брук, Исмей[1].
- В 1945—1946 годах главнокомандующий Соединением британских войск в Западной Африке.
- В 1946 году вышел в отставку.

Женился на Molly Le Bas (1903-96), скульпторе, сестре Edward Le Bas (1904-66). Сестра его жены Гвен (1901-44) оставила вдовцом William Horton (bobsleigh); их сын — Робин Хортон.